# Nikolái Mihaylov
Nikolái Mihaylov (Sofía, 28 de junio de 1988) es un exfutbolista búlgaro que jugaba como guardameta. Es hijo de Boris y nieto de Biser, ambos también fueron porteros de fútbol.

## Clubes
| Club                 | País         | Año       |
| -------------------- | ------------ | --------- |
| PFC Levski Sofia     | Bulgaria     | 2004-2007 |
| F. C. Twente         | Países Bajos | 2007-2013 |
| Hellas Verona        | Italia       | 2013-2014 |
| Mersin İdmanyurdu    | Turquía      | 2014-2017 |
| A. C. Omonia Nicosia | Chipre       | 2017-2018 |
| PFC Levski Sofia     | Bulgaria     | 2018-2024 |

## Palmarés

### Títulos nacionales
| Título                        | Club             | País         | Año  |
| ----------------------------- | ---------------- | ------------ | ---- |
| Copa de Bulgaria              | PFC Levski Sofia | Bulgaria     | 2005 |
| Supercopa de Bulgaria         | PFC Levski Sofia | Bulgaria     | 2005 |
| Primera Liga de Bulgaria      | PFC Levski Sofia | Bulgaria     | 2006 |
| Primera Liga de Bulgaria      | PFC Levski Sofia | Bulgaria     | 2007 |
| Copa de Bulgaria              | PFC Levski Sofia | Bulgaria     | 2007 |
| Eredivisie                    | F. C. Twente     | Países Bajos | 2010 |
| Supercopa de los Países Bajos | F. C. Twente     | Países Bajos | 2010 |
| Copa de los Países Bajos      | F. C. Twente     | Países Bajos | 2011 |
| Supercopa de los Países Bajos | F. C. Twente     | Países Bajos | 2011 |
| Copa de Bulgaria              | PFC Levski Sofia | Bulgaria     | 2022 |